# هاشميون (سلالات حاكمة)
سلالة الهاشميين الحاكمة هي إحدى سلالات قريش، التي حكمت فترات زمنية ومناطق مختلفة من الدولة الإسلامية،و هي أقدم سلالة حاكمة في العالم الإسلامي و أقدم عائلة حاكمة في العالم بعد العائلة الإمبراطورية اليابانية ومازالو يتوارثون حكمهم منذ القرن 7 إلى اليوم دون إنقطاع .و تنتسب إلى هاشم، الجد الثاني للرسول محمد، وتتسمّى به. تنقسم سلالة الهاشميين الحاكمة إلى فرعين اثنين، علوي (نسبة إلى علي بن أبي طالب) وعبّاسي (نسبة إلى العباس بن عبد المطلب). واستطاع كل من الفرعين أن يؤسس دولًا ويحكم طيلة قرون من الزمن، منذ ما بعد وفاة الرسول محمد. وكانت أبرز تلك السلالات الهاشمية الحاكمة، هي سلالة محمد بن علي بن عبد الله بن العباس الذي كان أوّل من دعا إلى أن يكون حكم دولة الخلافة في بني العبّاس بن عبد المطّلب، حيث نجح أبناؤه بإقامة دولة عباسية ظلّت تحكم لقرون من الزمن، على الجانب الآخر، فقد استطاعت السلالات العلوية، بأفرعها المختلفة، الحَسَنية (نسبة إلى الحسن بن علي) والحُسَينية (نسبة إلى الحسين بن علي) إقامة دول عديدة، أشهرها الدولة الفاطمية. وما تزال حتى يومنا هذا، سلالات من العلويين تحكم في عدد من الدول، أبرزها: سلالة العلويين الفيلاليين الحاكمة في المغرب، سلالة الهاشميين القتاديين الحاكمة في الأردن وسلالة القواسم الحاكمة في عدد من إمارات الخليج العربي.